# Hieronyma macrocarpa
Hieronyma macrocarpa là một loài thực vật thuộc họ Phyllanthaceae gần đây được tách khỏi Euphorbiaceae. Loài này sinh sống ở Colombia và Ecuador.